# Trojstveni Markovac
Trojstveni Markovac falu Horvátországban Belovár-Bilogora megyében. Közigazgatásilag Belovár községhez tartozik.

## Fekvése
Belovár központjától 3 km-re északkeletre, a Bilo-hegység délnyugati lejtőin, a Dobrovita-patak jobb partján fekszik. Mára teljesen összépült a megyeszékhellyel.

## Története
A falu akkor keletkezett, amikor a török uralom után a 17. századtól a kihalt területre folyamatosan telepítették be a keresztény lakosságot. A település 1774-ben az első katonai felmérés térképén a falu „Dorf Markovecz” néven szerepel. A település katonai közigazgatás idején a szentgyörgyi ezredhez tartozott. Lipszky János 1808-ban Budán kiadott repertóriumában „Markovecz” néven szerepel.  
Nagy Lajos 1829-ben kiadott művében „Markovecz” néven 20 házzal, 117 katolikus vallású lakossal találjuk.
A katonai közigazgatás megszüntetése után Magyar Királyságon belül Horvátország részeként, Belovár-Kőrös vármegye Belovári járásának része volt. 1857-ben 280, 1900-ban 474 lakosa volt. Az 1910-es népszámlálás szerint lakosságának 66%-a horvát, 16%-a szerb anyanyelvű volt. 1918-ban az új szerb-horvát-szlovén állam, majd később Jugoszlávia része lett. 1941 és 1945 között a németbarát Független Horvát Államhoz, majd a háború után a szocialista Jugoszláviához tartozott. 1991-től a független Horvátország része. 1991-ben lakosságának 83%-a horvát, 8%-a szerb nemzetiségű volt. 2011-ben a településnek 1301 lakosa volt. A népesség száma a megyeszékhely közelségének köszönhetően folyamatosan növekszik.

## Lakossága
| Lakosság változása | Lakosság változása | Lakosság változása | Lakosság változása | Lakosság változása | Lakosság változása | Lakosság változása | Lakosság változása | Lakosság változása | Lakosság változása | Lakosság változása | Lakosság változása | Lakosság változása | Lakosság változása | Lakosság változása | Lakosság változása |
| ------------------ | ------------------ | ------------------ | ------------------ | ------------------ | ------------------ | ------------------ | ------------------ | ------------------ | ------------------ | ------------------ | ------------------ | ------------------ | ------------------ | ------------------ | ------------------ |
| 1857               | 1869               | 1880               | 1890               | 1900               | 1910               | 1921               | 1931               | 1948               | 1953               | 1961               | 1971               | 1981               | 1991               | 2001               | 2011               |
| 280                | 306                | 370                | 291                | 338                | 474                | 520                | 529                | 461                | 505                | 551                | 794                | 1.198              | 1.201              | 1.280              | 1.301              |

(1857 és 1880, valamint 1910 és 1931 között Puričani lakosságát is ide számították.)

## Nevezetességei
Római katolikus kápolnája a falu közepén áll. Egyhajós, négyszög alaprajzú épület északnyugatra néző szentéllyel, a délkeleti homlokzat felett épített harangdúccal. Az 1980-as években megújították és bővítették. A kápolnától különálló harangtornya északi irányban áll piramis alakú toronysisakkal.